# Comazzi (cognome)
Comazzi è un cognome di lingua italiana.

## Varianti
Comazzo.

## Origine e diffusione
Cognome tipicamente settentrionale, è presente prevalentemente in Lombardia.
Potrebbe derivare dal toponimo Comazzo in provincia di Lodi; potrebbe altresì essere un'aferesi di Giacomazzi ed essere quindi legato al cognome Giacomi.

## Persone
- Alberto Comazzi – ex calciatore italiano
- Alessandra Comazzi – giornalista italiana
- Alfredo Comazzi – arbitro di calcio e dirigente sportivo italiano